# Erilophodes colorata
Erilophodes colorata är en fjärilsart som beskrevs av W. Warren 1894. Erilophodes colorata ingår i släktet Erilophodes och familjen mätare. Inga underarter finns listade i Catalogue of Life.